# صوفي فينزيل إليس
صوفي فينزيل إليس (بالإنجليزية: Sophie Wenzel Ellis)‏ هي كاتِبة أمريكية، ولدت في 22 يوليو 1893 في ممفيس في الولايات المتحدة، وتوفيت في يونيو 1984.